# Anaerob
En anaerob organism eller anaerob är en process eller organism som inte kräver syre för tillväxt. Organismer med anaerob metabolism kan erhålla energi utan att förbränna syre genom att någon kolhydrat såsom glukos oxideras till enklare beståndsdelar. Anaerob oxidation sker primärt hos vissa typer av bakterier och protozoer, men förekommer kortvarigt även hos större organismer,  exempelvis i den mänskliga kroppen vid ischemi eller hypoxi (syrebrist). Eftersom anaerob oxidation frigör mindre energi än aerob oxidation, är den ofördelaktig. Det kan möjligen reagera negativt och kan även dö om syre är närvarande. De flesta sådana arter är encelliga mikrober. Några stora encelliga anaeroba mikrober är protister, men de flesta av de anaeroba mikroberna är bakterier eller arkéer. Motsatsen till anaerob kallas aerob.  För praktiska ändamål finns det tre kategorier:
- obligata anaerober, som inte kan använda syre för tillväxt och till och med skadas av det
- aerotoleranta/lufttoleranta organismer, som inte kan använda syre för tillväxt, men tolererar närvaron av det
- fakultativa anaerober, som kan växa utan syre, men kan utnyttja syre om det finns

Hos människor finns dessa organismer vanligtvis i mag-tarmkanalen.

## Metabolism
Obligata anaerober kan använda jäsning eller anaerob respiration.
Aerotoleranta organismer är strikt fermentativa.
I närvaro av syre, använder fakultativa anaerober aerob respiration, utan syre jäser en del av dem, vissa använder anaerob respiration.

### Jäsning
Det finns många anaeroba jäsningsreaktioner.
Jäsande anaeroba organismer använder oftast mjölksyra för sur jäsning:
C6H12O6 + 2 ADP + 2 fosfat → mjölksyra + 2 ATP
Den energi som frigörs i denna ekvation är cirka 150 kJ per mol, som är konserverad i regenerering av två ATP från ADP per glukosenhet. Detta är bara 5 % av energin per sockermolekyl som den typiska aeroba reaktionen genererar.
Växter och svampar (t.ex. jäst) vanligtvis använder alkoholjäsning (etanol) när syre blir begränsat:
C6H12O6 + 2 ADP + 2 fosfat → 2 C2H5OH + 2 CO2↑ + 2 ATP
Den energi som frigörs är cirka 180 kJ per mol, som är konserverad i regenerering av två ATP från ADP per glukosenhet.
Anaeroba bakterier och arkéer använder dessa och många andra jäsningsmetoder, t.ex. jäsning av propansyra, smörsyra, lösningsmedel, blandad syra eller butandiol.
Några anaeroba bakterier producerar toxiner (t.ex. stelkramp)

## Odling av anaerober
Eftersom normal mikrobiell odling sker i atmosfärisk luft, vilket är en aerob miljö, utgör odlingen av anaerober ett problem. Därför är ett antal tekniker som används av mikrobiologer vid odling av anaeroba organismer, till exempel hantering av anaerober i en handskbox fylld med kväve eller användning av andra speciellt förseglade behållare eller tekniker såsom injektion av bakterier i en tvåhjärtbladig växt som är en miljö med begränsad syretillgång. GasPak systemet är en isolerad behållare som uppnår en anaerob miljö genom reaktion av vatten med natriumborhydrid- och natriumvätekarbonat-tabletter för att producera vätgas och koldioxid. Väte reagerar sedan med syrgas på en palladiumkatalysator för att producera mer vatten, varigenom syrgaskoncentrationen minskar. Frågan med GasPak metod är att en biverkning kan ske där bakterierna kan dö, då ett tioglykolatmedium bör användas. Tioglykolat levererar ett medium som imiterar dikotyledon, vilket ger inte bara en anaerob miljö men alla näringsämnen som behövs för bakterierna att frodas.